# 257 (getal)
Het natuurlijke getal tweehonderdzevenenvijftig, in het decimale stelsel geschreven als 257, volgt op 256 en gaat vooraf 258.

## In de wiskunde
{\displaystyle 257} heeft onder meer de volgende eigenschappen.
- Het getal is het 55e priemgetal.
- 257 is een viervoud plus 1, zodat dit priemgetal volgens de stelling van Fermat over de som van twee kwadraten kan worden geschreven als de som van twee kwadraten: {\displaystyle (1^{2}+16^{2})}.
- Het is een priemgetal van de vorm {\displaystyle {n^{n}}+1} met {\displaystyle n=4}, zoals ook de priemgetallen 2 en 5, met opvolgend {\displaystyle n=0} en {\displaystyle n=2}. Er zijn vermoedelijk geen andere priemgetallen met deze eigenschap.
- Het is een Fermat-priemgetal:

{\displaystyle 257={{2}^{8}}+1={{2}^{{2}^{3}}}+1}
Daarom is het volgens de stelling van Gauss-Wantzel mogelijk een regelmatige 257-hoek met alleen passer en ongemerkte liniaal te construeren.
- Het getal is een element van een pythagorees drietal: {\displaystyle (32,255,257)}, want {\displaystyle {{32}^{2}}+{{255}^{2}}={{257}^{2}}}.
- Het is het kleinste niet-triviale priemgetal van de vorm {\displaystyle {{x}^{8}}+{{y}^{8}}}, immers {\displaystyle 257={{1}^{8}}+{{2}^{8}}}.[1]
- Het getal is een evenwichtig priemgetal, omdat:

{\displaystyle 257={\tfrac {1}{2}}(251+263)}
waarbij in de rij van priemgetallen {\displaystyle 251} direct vooraf gaat aan en {\displaystyle 263} direct volgt op {\displaystyle 257}.
- Het is geen regulier priemgetal.

## Overig
- De jaren 257 en 257 v.Chr.